# Revolverjournalistik
Revolverjournalistik, äldre uttryck för tidningsverksamhet, som genom att hota med att "avslöja" och göra skandal söker pressa ut pengar.